# Ямайка на зимових Олімпійських іграх 2002
Ямайка на зимових Олімпійських іграх 2002 була представлена 2 спортсменами. Збірна не завоювала жодної медалі.